# Peter Cox (Musiker)

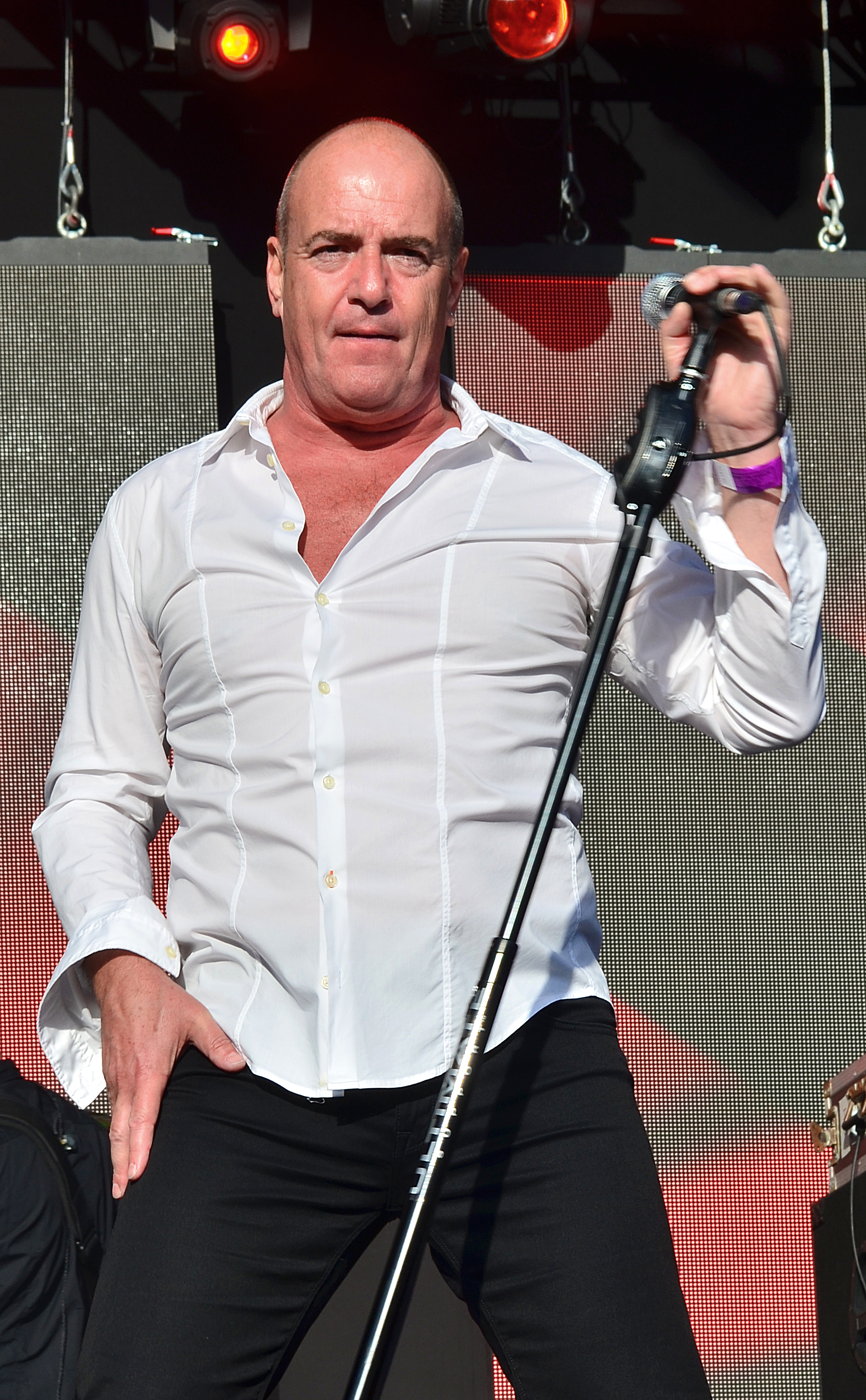
Peter Cox, 2014

Peter John Cox (* 17. November 1955 in Kingston upon Thames, Surrey, England) ist ein englischer Sänger, Komponist und Musiker (Gitarre, Schlagzeug), Leadsänger und Mitbegründer der Band Go West und ehemaliger Sänger von Manfred Mann’s Earth Band.

## Beginn der Karriere
Schon als Kind war Cox musikbegeistert und sang im Alter von 12 Jahren zunächst im Schulchor. Später wurde er Mitglied des renommierten Choir of the Chapel Royal at Hampton Court Palace.
Nach eigenen Angaben war er sich zunächst nicht sicher, ob er lieber Schlagzeuger werden wollte, entschied sich dann aber für den Gesang.
1973 gründete er seine erste eigene Band. Der Name der Band „Bodie“ stammte aus einem Lied der Gruppe Free, deren Sänger Paul Rodgers Cox selbst neben Stevie Wonder und Marvin Gaye als sein Vorbild angibt.
Ende der 1970er Jahre war Peter Cox Lead-Sänger der Band „Terra Nova“. Gegründet wurde die Band 1978 von dem Bassisten Colin Pattenden und dem Schlagzeuger Chris Slade, die beide zuvor in „Manfred Mann’s Earth Band“ gespielt hatten. 1980 erschien das Album Terra Nova, für das Cox u. a. mit Dave West die meisten Lieder geschrieben hatte.

## Go West

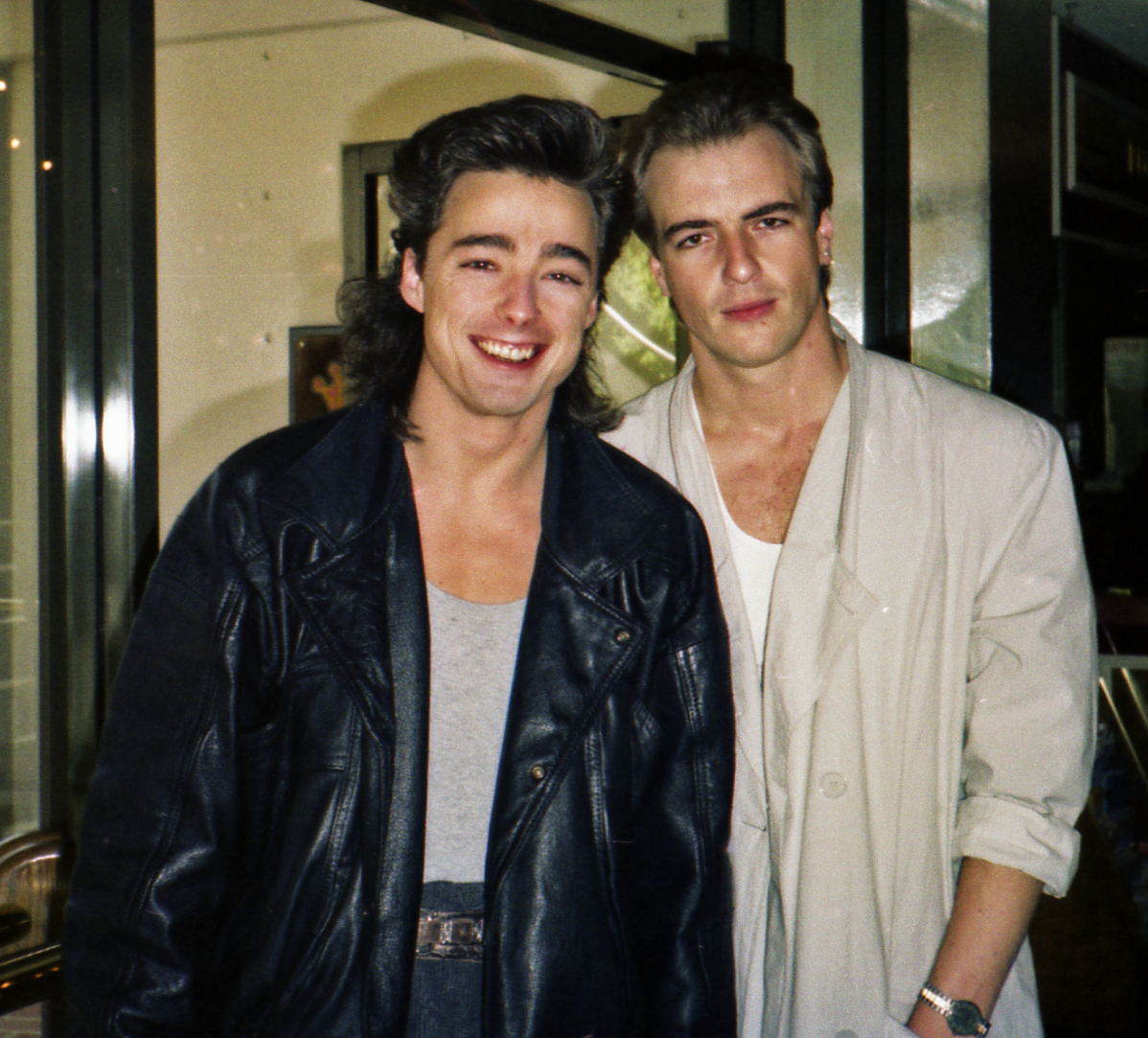
Richard Drummie und Peter Cox in San Francisco, 1985

1974 traf Cox mit Richard Drummie (* 20. März 1959, Kingston upon Thames, Surrey, England) zusammen. Der jüngere Drummie spielte ebenfalls in einer eigenen Band namens „Free Agent“. Die beiden Musiker freundeten sich an und hielten zunächst Kontakt, während Cox weiterhin an seiner musikalischen Karriere arbeitete und in der Gegend um Sheffield herum in diversen Clubs auftrat.
1982 zog Cox zurück nach London und begann mit Richard Drummie unter dem Namen „Cox & Drummie“ zu komponieren. Obwohl sie u. a. für Peter Frampton schrieben, bekamen sie selbst keinen Plattenvertrag.
Nachdem sie immer wieder von Plattenfirmen abgelehnt worden waren, nahmen sie 1985 zwei ihrer Lieder unter einfachsten Umständen auf (We Close Our Eyes und Call Me). Ihr Manager John Glover handelte damit in kürzester Zeit einen Plattenvertrag aus mit dem bekannten Label „Chrysalis Records“, das in den 1980er Jahren Bands wie Spandau Ballet ebenfalls unter Vertrag hatte. Aus „Cox & Drummie“ wurde „Go West“.
Das erste Album Go West erschien im selben Jahr und hat sich 1,5 Mio. mal verkauft. Die ausgekoppelten Singles We Close Our Eyes, Call Me, Goodbye Girl und Don’t Look Down waren sämtlich gut platziert in den internationalen Charts.
„Go West“ wurden zu einem festen Begriff in den Medien der 1980er. 1986 wurden sie mit dem BRIT AWARD als „Best British Newcomer“ ausgezeichnet.
Im selben Jahr erschien das Album Bangs & Crashes. Auf diesem Album befindet sich u. a. das auf Wunsch von Sylvester Stallone für den Film Rocky IV (1985) geschriebene Stück One Way Street. Im Film selbst ist dieses Lied nur für wenige Sekunden aus einer Jukebox zu hören.
1987 erschien das Album Dancing On The Couch. Das sowohl textlich als auch musikalisch anspruchsvolle Album wurde mit erheblichem finanziellen Aufwand in Dänemark aufgenommen. Die Sängerin Kate Bush ist in dem Lied The King Is Dead im Hintergrund zu hören. Obwohl die Singles True Colours, I Want To Hear It From You und The King Is Dead alle in den Top 30 der britischen Charts landeten, blieb der kommerzielle Erfolg des Albums aus. Die Plattenfirma verzichtete deshalb auf die Auskoppelung einer vierten Single From Baltimore To Paris.
Cox und Drummie wurden von dem Produzenten Ron Fair in die USA gebracht. In den nächsten vier Jahren arbeiteten die beiden Musiker an einer neuen Richtung. 1992 schließlich erschien das Album Indian Summer, das sich deutlich von dem Synthesizer-Sound des ersten Albums und dem zwar anspruchsvollen, doch „Britpop“-lastigen Sound des zweiten Albums abhob. Indian Summer hat einen amerikanischen Sound und wird gelegentlich als „Modern Motown“ bezeichnet.
Mit dem Lied The King Of Wishful Thinking erzielte das Duo seinen bisher größten Erfolg, denn es erschien auf dem OST zu Pretty Woman, dem Kassenschlager mit Julia Roberts und Richard Gere in den Hauptrollen. Der Soundtrack dazu ist millionenfach verkauft worden.
Weitere Auskoppelungen von Indian Summer waren der Bobby-Caldwell-Song What You Won’t Do For Love und Still in Love.
1993 erschien als vorerst letztes Album Aces & Kings – The Greatest Hits, das noch einmal einen Querschnitt der letzten drei Alben präsentierte. Als letzte gemeinsame Single wurde eine Cover-Version von Smokey Robinsons und „The Miracles“ Tracks Of My Tears veröffentlicht, die in Großbritannien immerhin auf Platz 16 kam.

## Solokarriere
Peter Cox entschied sich, nach Los Angeles zu gehen und an seiner Solokarriere zu arbeiten, während Richard Drummie in England blieb. Das Duo trennte sich 1993.
1997 brachte Cox sein erstes Soloalbum Peter Cox heraus, das von Peter-John Vettese produziert wurde, mit dem er auch einen Teil der Songs geschrieben hatte. Mit der ersten Auskoppelung Ain’t Gonna Cry Again gelang Cox sofort der Einstieg in die britischen Charts auf Platz 37. Joe Cocker veröffentlichte später eine Cover-Version des Liedes auf seinem Album No Ordinary World (1999). Als zweite Single wurde If You Walk Away ausgekoppelt, die auf Platz 24 in der britischen Hitparade kam. Die dritte Single What A Fool Believes war eine Cover-Version des Hits von den Doobie Brothers. Auch damit konnte sich Cox in den UK-Charts (Platz 39) platzieren. Das gesamte Album kam in die Top 100 der britischen Album-Charts.
In den folgenden Jahren arbeitete Peter Cox mit und für andere Künstler, u. a. schrieb er zusammen mit Peter-John Vetesse für Joe Cocker das Lied Soul Rising (Album No Ordinary World, 1999).
Von Chicago aus, wo Cox inzwischen lebte, kam er im Jahr 2000 zurück nach Großbritannien und begann wieder mit Richard Drummie zu arbeiten. Erste gemeinsame Stücke nach sieben Jahren waren All Day, All Night und Hangin’ On For Dear Life, die beide auf dem 2001 erschienenen Album The Best Of Go West – Live At The NEC zu finden sind, eines Mitschnitts ihres letzten Konzerts 1993 in Birmingham.
Im Zuge eines Revivals der 1980er Jahre absolvierte Go West in den Jahren 2001 und 2002 im Rahmen der Konzertreihe „Here & Now“ mit anderen Künstlern der 1980er Tourneen durch Großbritannien und Australien. Cox pendelte nun zwischen seiner Heimat Großbritannien und Chicago hin und her.
2003 startete der Fernsehsender ITV eine Mischung aus „Big Brother“ und „DSDS“ für ehemals bekannte Musiker aus den 1980er Jahren, wie z. B. Tony Hadley (Spandau Ballet) und Mark Shaw (Then Jericho). Die Sendung führte die Musiker im Bus durch die USA. Die Teilnehmer mussten allabendlich in einer anderen Stadt auftreten und vor einem Live-Publikum bekannte Songs singen. Nach dem frühzeitigen Ausscheiden von Mark Shaw, der immer wieder für Schwierigkeiten sorgte, bekam Peter Cox das Angebot, für ihn einzuspringen. Nach anfänglichem Zögern willigte Cox schließlich ein. Er war lange Zeit der Favorit der Sendung. Als er jedoch in der vorletzten Sendung in New York den Text zu Norah Jones Don’t Know Why vergaß, musste er die Sendung verlassen. Tony Hadley gewann den Wettbewerb.
Die Sendung wurde in den USA und Großbritannien ausgestrahlt und war äußerst erfolgreich. Aufbauend auf die Sendung unternahm Cox mit Richard Drummie und Tony Hadley 2004 unter dem Titel Peter Cox & Go West vs. Tony Hadley eine erfolgreiche Tournee durch Großbritannien. Es erschien hierzu sowohl eine CD als auch eine DVD mit demselben Titel.
Im selben Jahr veröffentlichte Peter Cox sein zweites Solo-Album Desert Blooms. Für das er mit Drummie das Lied Glow geschrieben hatte.
Schließlich entschieden sich Cox und Drummie erneut zur Zusammenarbeit und absolvierten 2005 anlässlich ihres 20-jährigen Bestehens von „Go West“ eine Tournee durch ihr Heimatland.
Die Musik der Motown-Ära wird von Cox immer wieder als Prägung für seinen Stil angegeben. Mit dem 2006 veröffentlichten Album Motor City Music, auf dem Cover-Versionen erfolgreicher Motown-Hits zu hören sind, folgte er diesem Pfad.
2008 veröffentlichten Go West nach 15 Jahren ihr viertes gemeinsames Album futurenow, aus dem bisher die Singles Let Love Come und Only Love veröffentlicht wurden.
Neben regelmäßigen Tourneen mit Richard Drummie unternahm Cox 2006 und 2008 auch Solo-Tourneen durch Großbritannien und arbeitete immer wieder mit anderen Künstlern, wie Bernie Nolan oder Judie Tzuke zusammen. In den letzten Jahren wird er auch immer wieder für Gastauftritte anderer Musiker und Bands engagiert, z. B. mit Hamish Stuart (ehemals Average White Band).

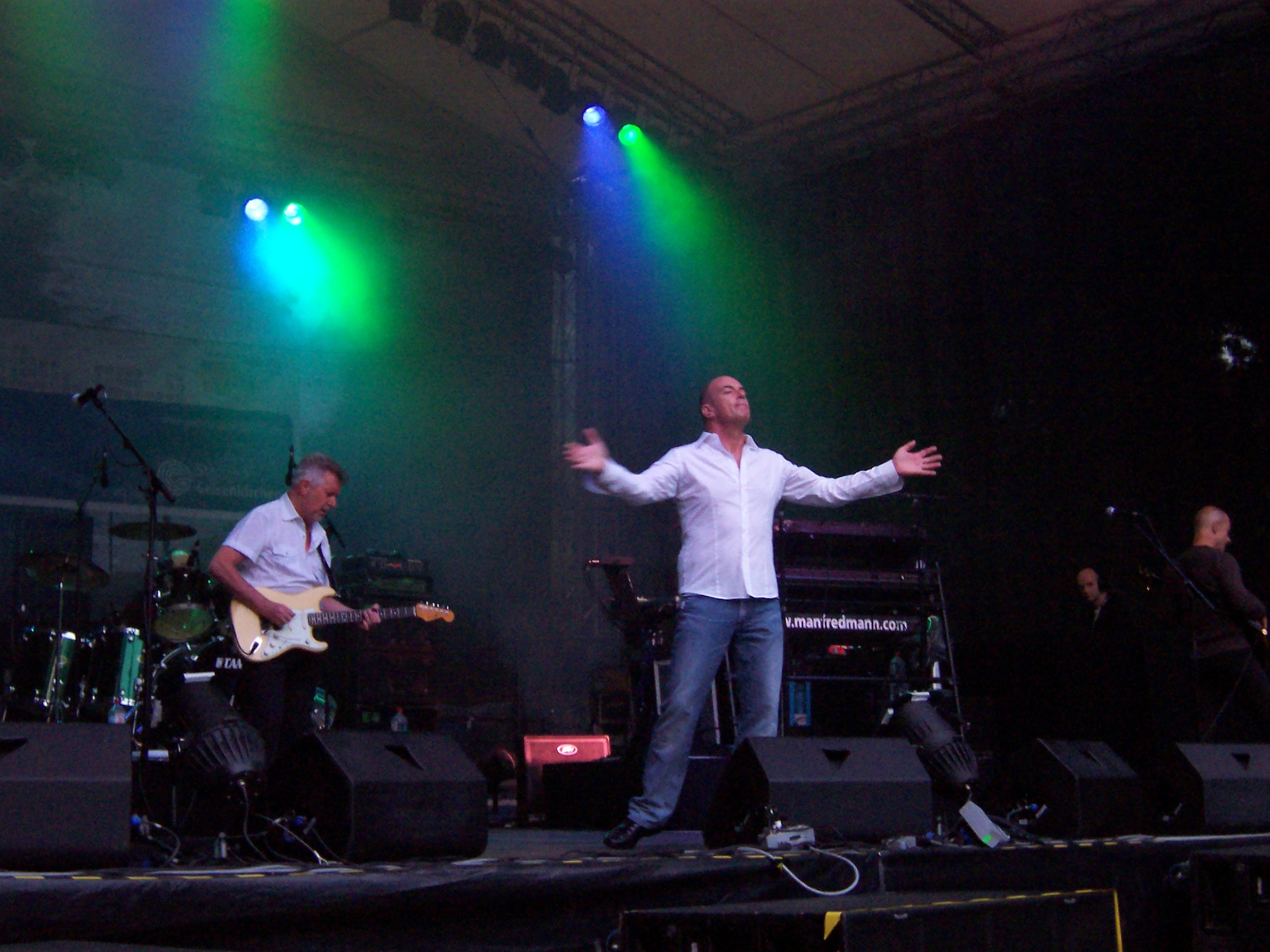
Peter Cox (vorne) als Sänger von Manfred Mann’s Earth Band in Gelsenkirchen (2010)

Vom Oktober 2009 bis März 2011 war Peter Cox Sänger in „Manfred Mann’s Earth Band“, nachdem Noel McCalla die Band verlassen hatte. Er begleitete die Band auf ihrer Europa-Tournee, die u. a. nach Deutschland (2009), Schweiz und Frankreich (2010) führte.

## Diskografie

### Solo-Alben
- 1997: Peter Cox – EMI Records UK # 64; Neu-Veröffentlichung 2003
- 2004: Desert Blooms – Blueprint Records
- 2006: Motor City Music – Curb Records
- 2012: Riding the Blinds – Dream Theatre Music
- 2013: Damn the Brakes – Blueprint Records

### EPs
- 2001: Flame Still Burns – Blueprint Records
- 2002: Nine Miles High – Blueprint Records
- 2005: Game For Fools – Blueprint Recording Corporation Ltd.

### Solo-Singles
- 1997: If You Walk Away UK # 24
- 1997: Ain’t Gonna Cray Again UK # 37[7]
- 1998: What A Fool Believes UK # 39

### Sonstige Aufnahmen
- 1980: Terra Nova (LP) Terra Nova – B&B-Records
- 1985: “That’s All It Takes” und “Sleepwalker” auf “The Talking City” von David Roach – Coda Records
- 1993: “Come The Revolution” Background auf “Soul on Board” von Curt Smith – Phonogram
- 1994: “I Only Have Eyes For You” mit Nikki Harris auf “OST Corrina Corrina” – Sony Music
- 1995: “I Can’t Let Go Of You” OST “Let It Be Me”
- 1998: Background auf “Secret Agent” von Judie Tzuke
- 2001: Background auf “Queen Secret Keeper” von Judie Tzuke
- 2003: “Me & Mrs. Jones”, “Nick Of Time” auf “Reborn In The USA” – UMTV
- 2004: “Tony Hadley vs. Peter Cox & Go West” – Townsend Records
- 2005: “You Are Everything” mit Bernie Nolan auf “All By Myself” von Bernie Nolan
- 2007: “The Word” und “Paper” Background auf “Good Grief” von Three Blind Mice
- 2009: “Everyday I Have The Blues”, “Strange Brew”, “You Make It Easy”, “It’s Your Thing” und “Holdin’ On” (mit Mo Birch)auf “Slap My Hand” von Jimmy Copley – Eyes Wide Shut Recordings

### DVD
- 2004 Tony Hadley vs. Peter Cox & Go West – Townsend Records